# Mauro Pawlowski
Mauro Pawlowski (Koersel, 24 april 1971) is een Belgisch zanger en gitarist die onder meer bekend werd als lid van de groepen Evil Superstars en dEUS. Hij is afkomstig uit het Limburgse dorp Koersel en heeft Poolse en Italiaanse roots. Zijn vader was de Pool Eduard Pawlowski, zijn moeder de Italiaanse Anna Di Turi. Zijn Poolse grootouders kwamen in 1944 naar België, vluchtend voor de Tweede Wereldoorlog en de armoede. 

## Biografie
Pawlowski steekt begin jaren 90 de kop op als gast- en studiomuzikant bij de muziekgroepen Leopold 3, X-Legged Sally, Transformer 2, Kiss My Jazz en Bedtime for Bonzo. In 1994 wint Pawlowski de Humo's Rock Rally met zijn band Evil Superstars, een gezelschap dat Zappaëske tempowisselingen verwerkte in opzwepende, absurdistische rockmuziek. Samen met de collega's van dEUS, Moondog Jr., K's Choice en Channel Zero had Evil Superstars een sterk aandeel in de heropstanding van de Belgische rockmuziek, midden jaren 90. Na twee albums en enkele ep's ontbindt Pawlowski Evil Superstars in september 1998. Hij blijft echter actief in bands als Mitsoobishy Jacson en Kiss My Jazz.
In 2001 treedt Pawlowski opnieuw op de voorgrond, en brengt onder zijn eigen naam 'Mauro' het album Songs from a Bad Hat uit, dat hij in New York opnam met producer Dave Sardy. Hij schaart een nieuwe groep rond hemzelf: Mauro&The Alternatives (Herman Houbrechts op drums, Anton Janssens op keyboards, Steven Janssens op gitaar en Jan Wygers op basgitaar).
Vanaf dan wordt Pawlowski een veelgevraagd en graag gezien muzikant die zijn medewerking verleent aan talloze zijprojecten en gastoptredens bij bevriende bands en muzikanten, zoals 't Hof Van Commerce, Sue Daniels, Millionaire, Kris De Bruyne, Sukilove, Rudy Trouvé.
Hij maakt theatermuziek voor kindertheater Froe Froe, componeert soundtracks (Dialing the Devil), neemt een solo-improvisatiealbum op in raga-stijl (Secret Guitar), improviseert in groepsverband (Monguito, The Parallels, I Hate Camera, Club Moral), speelt free-jazz bij Othin Spake, maakt deel uit van een Beatles-coverband, en schrijft Nederlandstalige nummers voor De Kreuners ('Meisje meisje') en Galina.
2004 vormt een voorlopig creatief hoogtepunt voor de gitarist, met niet minder dan vijf albums in evenveel verschillende bezettingen. In januari 2004 speelt Mauro een eenmalig concert met Pascal Deweze en Karel De Backer als begeleidingsgroep voor Alex Chilton op het indoor-festival De Nachten. De concertregistratie wordt nadien op cd uitgebracht, het eerste officiële live-album van Chilton.
Met Mauro Pawlowski & The Grooms en het vaak als gitzwart omschreven album Black Europa maakt Pawlowski een uitstapje naar de hardrock. Wanneer hij een cape aanbindt wordt hij Somnabula, een muzikale vampier die het absurde album Swamps of Simulation uitbrengt. Bij The Love Substitutes kiest Mauro voor de drums en neemt met de groep in anderhalve dag het rauwe rockalbum Meet The Love Substitutes While The House is on Fire op. Met collega's Pascal Deweze en Carol van Dijk vormt hij tot slot Shadowgraphic City, een trio van sterke persoonlijkheden dat samen een titelloos album vol eclectische popmuziek uitbrengt.
Voor zijn veelzijdigheid wordt Mauro in 2004 gehuldigd met de Vlaamse Cultuurprijs voor Muziek, en ook bij de Zamu Music Awards wordt Pawlowski meermaals verkozen tot beste muzikant. Het Brusselse concerthuis Ancienne Belgique geeft hem Carte Blanche, en laat Pawlowski twee dagen een affiche samenstellen met de muziek en collega's die hem na aan het hart liggen.
Eind 2004 volgt Pawlowski Craig Ward op als tweede gitarist bij dEUS. Hij neemt met de groep het album Pocket Revolution (2005) op, en schrijft in 2006 mee aan nieuwe nummers voor de volgende langspeler. Hij sluit zich in 2004 ook aan bij The Love Substitutes. In 2006 verschijnt het tweede The Love Substitutes-album More Songs About Hangovers and Sailors, waarop Mauro opnieuw de drumsticks ter hand neemt.
In 2005 eindigde hij op nr. 337 in de Vlaamse versie van De Grootste Belg, buiten de officiële nominatielijst.
In 2009 toert hij met het moderne dans-collectief Ultima Vez van Wim Vandekeybus.
In 2010 vormde hij een nieuw no-wave collectief, Radical Slave, met Buscemi (dj) en Remo Perrotti. Deze band is gebaseerd op de no-wave scene van New York uit de jaren 70 en de jaren 80. Hun eerste album getiteld Damascus verscheen in de lente van 2010. De groep stond onder meer op Pukkelpop en deed verschillende culturele centra aan.
Mauro Pawlowski won de MIA in de categorie Beste muzikant 2014.
Begin oktober 2016 kondigde hij zijn vertrek bij dEUS aan. Hij was er twaalf jaar gitarist.
In dezelfde periode bracht hij zijn eerste cd onder de naam Maurits Pauwels uit. Afscheid in Kloten is het eerste Nederlandstalige album van de Limburger. Eerder had hij 'Een Mooie Tijd' - de eerste single van dat album - via de zoekertjessite 2dehands.be uitgebracht.In 2019 brengt hij samen met DIY Godfather Kloot Per W de lp Insider/Outsider met de radio hit Land Of The Most Forgotten uit.
Pawlovski is columnist voor Humo, hij schrijft de wekelijkse column Uit de platenkast van Mauro en in de zomer Mauro op reis waarin hij telkens een plaat becommentarieert.
In 2019 toert hij met Smartschade, een volledig Nederlandstalig programma, samen met Lien Van de Kelder, Jan De Smet, Wouter Berlaen, Ad Cominotto en Stoy Stoffelen. De toer startte op 18 februari in Cinema Plaza in Duffel.
In 2020 werd hij genomineerd voor de World Soundtrack Awards, voor de soundtrack bij de film Cleo. Hij won een Ensor voor beste muziek bij deze film op het Filmfestival Oostende in 2021.
In 2021 bracht hij zijn eerste solo popplaat in 20 jaar uit: Eternal Sunday Drive. De eerste single was Always Someone. Het album werd geproduceerd door Jasper Maekelberg en uitgebracht bij Unday Records. Drummer Marc Bonne, bassist Ewen Vernal en toetsenist Adriaan Van de Velde werkten eraan mee. In september 2021 werd het album live voorgesteld in de AB, gevolgd door een tournee.
Vanaf het najaar 2021 verving hij bij dEUS gitarist Bruno De Groote. In begin juli 2022 kondigde Pawlowski aan, na een onderbreking van 5 jaar, terug vaste gitarist/zanger van dEUS te worden. Hij werkte mee aan het album How to replace it. In 2025 gaat hij niet met de band op tournee wegens gezondheidsredenen. Hij bracht in juni dat jaar de single No Neutral Expression uit.

## Muziekinstrumenten
Pawlowski speelt op een Fender Telecaster Thinline en een Springtime-gitaar.

## Discografie
- Evil Superstars: Hairfacts EP (1994)
- Evil Superstars: Love is Okay (1996)
- Kiss My Jazz: In Doc's Place, Friday Evening (1996)
- Evil Superstars: Remix Apocalyps EP (1996)
- Mitsoobishy Jacson: Nougat in Koblenz (1996)
- Evil Superstars: Boogie-Children-R-US (1998)
- Kiss My Jazz: In the Lost Souls Convention (1998)
- Mitsoobishy Jacson: Boys Together Outrageously (1999)
- Kiss My Jazz: In a Service Station (1999)
- Mauro: Songs from a Bad Hat (2001)
- Monguito: Trompete in God (2001)
- Kris De Bruyne: Buiten De Wet (2001)
- Sue Daniels: Paris (2001)
- Monguito: Operacion Megamix (2002)
- Mauro Antonio Pawlowski: Secret Guitar (2003)
- Mauro Pawlowski & The Grooms: Ghost Rock EP (2003)
- Shadowgraphic City: Shadowgraphic City (2004)
- Mauro Pawlowski & The Grooms: Black Europa (2004)
- Alex Chilton: Live in Anvers (2004)
- Somnabula: Swamps of Simulation (2004)
- The Parallels: The Parallels (2004)
- Mauro Pawlowski: Hallo, met Mauro (2004)
- Club Moral: Living(stone) (2004)
- Mauro Pawlowski & The Grooms: Tired of Being Young EP (2004)
- The Love Substitutes: Meet The Love Substitutes While the House is on Fire (2004)
- dEUS: Pocket Revolution (2005)
- The Love Substitutes: More Songs about Hangovers & Sailors (2006)
- OTOT: Truth & Style (2006)
- Possessed Factory Volume 1: Raised By Humans (2006)
- Bum Collar: Versatile Styles (2006)
- Othin Spake: The Ankh (2006)
- Club Moral: Lonely Weekends b/w Gun (2007)
- Bum Collar: Topless Movies (dvd) (2007)
- Harris Newman / Mauro Antonio Pawlowski: Harris Newman / Mauro Antonio Pawlowski split lp (2007)
- Pawlowski / Trouvé / Ward: Pawlowski, Trouvé & Ward split cd (2007)
- dEUS: Vantage Point (2008)
- The Parallels: Arabia in Blue (2008)
- Mauro Antonio Pawlowski: Untertanz (2008)
- Othin Spake: Child of Deception and Skill (2008)
- I-H8 Camera: Volume 1 (2009)
- Boest (2009)
- Radical Slave: Damascus (2010)
- dEUS: Keep You Close (2011)
- dEUS: Following Sea (2012)
- Mauro Pawlowski: Grown Savage (2012)
- Hamster Axis of the one-click Panther & Mauro Pawlowski: Insatiable (2015)
- Maurits Pauwels: Afscheid in Kloten (2016)
- Pawlowski / Trouvé / Ward: Pawlowski, Trouvé & Ward Volume 2 (2017)
- Per W/Pawlowski:Insider/Outsider (2019)
- Maurits Pauwels en De Benelux Calypsos: Tien toppers uit Trinidad (2019)
- Mauro Pawlowski: Eternal Sunday Drive (2021)
- dEUS: How to replace it (2023)